# 胡志明市理工大學
胡志明市理工大學（越南语：／?），隸屬於胡志明市國家大學系列。

## 沿革
- 1995年 設立胡志明市理工大學。

## 外部連結
- 胡志明市理工大學英文主頁
- 胡志明市理工大學
- International Relations
- Office for International Study Programs （页面存档备份，存于）

10°46′22″N 106°39′35″E / 10.77278°N 106.65972°E